# Oenoe drosoptila
Oenoe drosoptila är en fjärilsart som beskrevs av Edward Meyrick 1924. Oenoe drosoptila ingår i släktet Oenoe och familjen äkta malar.
Artens utbredningsområde är Fiji. Inga underarter finns listade i Catalogue of Life.